# هنری ششم: قسمت اول

صحنه‌ای از پرده چهارم نمایشنامه: هنری ششم در حال انتخاب رزهای سفید و قرمز؛ اثر هنری پین (۱۹۰۸)

هنری ششم: قسمت اول نمایشنامه‌ای تاریخی اثر ویلیام شکسپیر است که در حدود سال‌های ۱۵۹۰-۱۵۹۲ نوشته شده‌است. شکسپیرشناسان عموماً آن را نخستین نمایشنامه تاریخی وی می‌دانند.

## ماخذ نمایشنامه
ماخذ اصلی مواد تاریخی کتاب «سیر تاریخ انگلستان، اسکاتلند و ایرلند» اثر رافائل هالینشد (۱۵۸۶-۱۵۸۷)؛ و همچنین «اتحاد دو خانواده مشهور و درخشان لنکستر و یورک» اثر ادوارد هال (۱۵۴۷) است. همچنین دو نمایشنامه دیگر که دربرگیرنده مطالب سه قسمت هنری ششم شکسپیر هستند با عنوان‌های: «اولین بخش مجادله بین دو خانواده معروف یورک و لنکستر» و «تراژدی حقیقی ریچارد دوک اهل یورک» نیز وجود دارند که این دو نمایشنامه را عده‌ای به شکسپیر نسبت می‌دهند. منتقدان دربارهٔ این دو نمایشنامه و ارتباطشان با نمایشنامه هنری ششم دو عقیده مختلف دارند:

اول: «مجادله» و «تراژدی حقیقی» دستنویس‌های خام و بازبینی نشده هنری ششم: قسمت‌های دوم و سوم است.

دوم: «مجادله» و «تراژدی حقیقی» توسط شکسپیر نوشته نشده‌اند و نسخه‌های تقلبی هستند.

## تاریخ وقوع حوادث نمایشنامه
نمایشنامه هنری ششم در قسمت اول دربرگیرنده وقایع سال‌های ۱۴۵۳-۱۴۲۲ میلادی است. از جمله وقایع تاریخی که در نمایشنامه شکسپیر به آن‌ها اشاره شده‌است و از جمله رویدادهای تاییدشده عصر هنری ششم (تاریخ سلطنت ۱۴۷۱-۱۴۲۲) شناخته می‌شوند می‌توان به این موارد اشاره کرد:
- از دست رفتن فرانسه و رشد فرقه‌های نظامی در انگلستان.
- مراسم تشییع هنری پنجم (۱۴۲۲).
- محاصره اورلان (۹-۱۴۲۸).
- محاصره روآن، تاج گذاری هنری ششم در پاریس (۱۴۳۱).
- مرگ تالبوت (۱۴۵۳).
- دستگیری و اعدام ژاندارک (۱-۱۴۳۰).
- ازدواج هنری ششم و مارگارت آنژو.

## شخصیت‌های نمایش

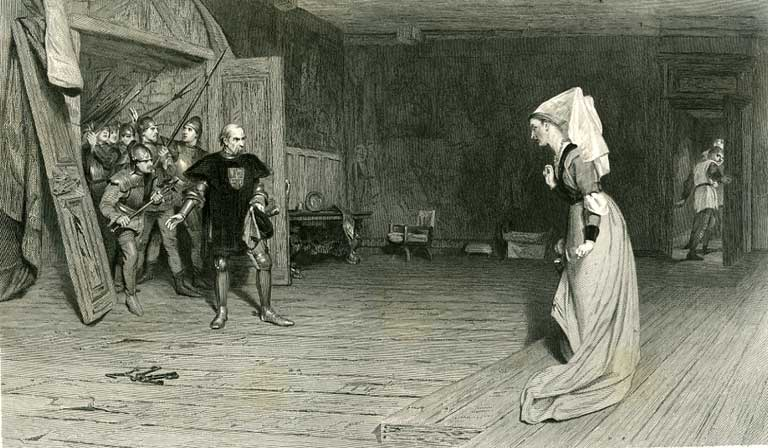
تالبوت و کنتس آوورن؛ اثر ویلیام اُرچاردسون (۱۸۶۷)

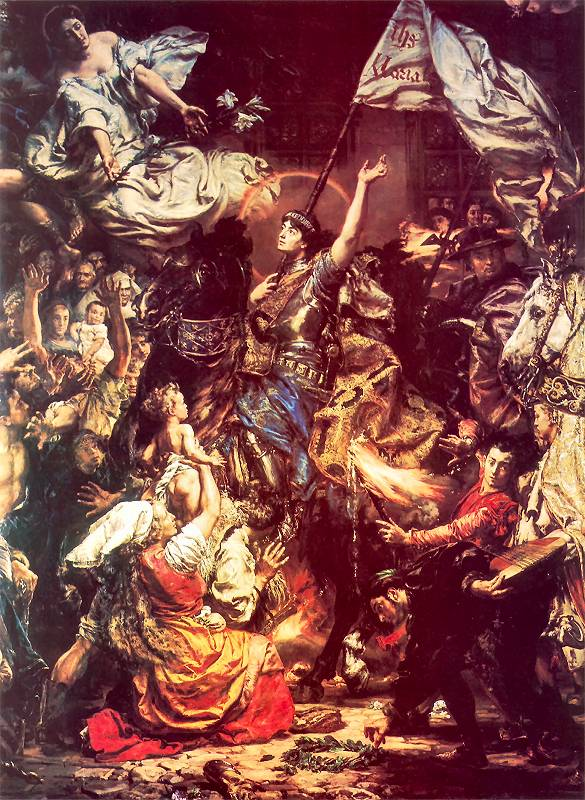
ژاندارک؛ اثر یان ماتِیکو (۱۸۸۶)

این نمایش در ۵ پرده تدوین شده و دارای ۳۱ شخصیت و تعدادی سیاهی لشکر است. شخصیت‌های اصلی نمایش عبارت اند از:
- هنری ششم: پادشاه نوجوان انگلستان، پسر هنری پنجم.
- همفری: دوک گلاستر، عموی شاه و حامی سلطنت در دوران کودکی شاه؛ دشمن ملت، عاشق جنگ و مخالف هرگونه صلح.
- دوک بدفورد: عموی دیگر شاه و نایب السلطنه فرانسه.
- هنری بوفورت: اسقف وینچستر و سپس کاردینال، مردی با قلبی تهی، برادر گستاخ و خودخواه پدربزرگ شاه و رقیب دوک گلاستر که اصلاً ترسی از خدا یا شاه ندارد.
- تامس بوفورت: دوک اگزنر، عموی پیر شاه و قیم او.
- ریچارد پلانتاجنت: پسر ریچارد، ارل فقید کمبریج، بعدها دوک یورک، جانشین و وارث ریچارد دوم و رهبر خاندان یورک.
- ریچارد نویل: ارل واریک؛ بعدها خالق شاهان لقب می‌گیرد، عضوی از خاندان یورک (رز سفید).
- جان بوفورت: ارل و سپس دوک سامرست، از خاندان لنکستر (رز قرمز).
- ویلیام دلاپول: عضو خاندان لنکستر (رز قرمز).
- ارل سافوک: عضو خاندان لنکستر (رز قرمز).
- باست: عضو خاندان لنکستر (رز قرمز).
- لرد تالبوت: ارل شروزبری، فرمانده ارتش انگلستان، بوف وحشتناک و بدیمن مرگ؛ کابوس فرانسوی‌ها، قهرمانی خون ریزتر از او هرگز شمشیر به دست نگرفت، کوتوله‌ای مسخره.
- جان تالبوت: پسر بیگناه و دلیر لرد تالبوت.
- ارل سالزبری: آینه تمام نمای مردان رزم، ژنرال انگلیسی در فرانسه.
- سر ویلیام لوسی: از فرماندهان ارتش انگلیس.
- سر ویلیام گلانزویل: از فرماندهان ارتش انگلیس.
- سر تامس گارگریو: از فرماندهان ارتش انگلیس.
- سر جان فاستولف: سرهنگ انگلیسی، فردی ترسو.
- دوک بورگوندی: از بستگان مادری هنری ششم، عضو ارتش انگلستان اما خائن.
- شارل: ولیعهد و بعدها پادشاه فرانسه، مردی درستکار.
- رین یه: دوک دانژو و پادشاه ناپل.
- دوک دالانسون: ژنرال شارل.
- حرامزاده اورلئان: ژنرال شارل.
- ژان لاپوسل: معروف به ژاندارک، آفت انگلیسی ها، ازنظر فرانسویان دختری است که از آسمان‌ها آمده و با شمشیر دبورا می‌جنگد؛ ازنظر انگلیسی‌ها دمامه‌ای پرخاشگر، عجوزه‌ای ملعون و هرزه‌ای بی حیا.
- چوپان پیر: پدر ژاندارک.
- کنتس آوورن: بانوی اشراف زاده انگلیسی که برای تالبوت دام می‌گسترد.
- مارگارت آنژو: زیبای آسمانی، دختر رین یه و بعدها همسر هنری ششم.
- وودویل: افسر نگهبان برج لندن.
- شهردار لندن
- فرماندار پاریس
- ژنرال نیروهای فرانسوی در بردو.
- نجیب زادگان، زندانبانان برج، جارچی‌ها، گزمه‌ها، سربازان، توپچی‌ها، باربرها، قاصدان، ملازمان انگلیسی و فرانسوی و اشرار.

## محل وقوع حوادث نمایشنامه
انگلستان و فرانسه.

## خلاصه‌ای از نمایشنامه

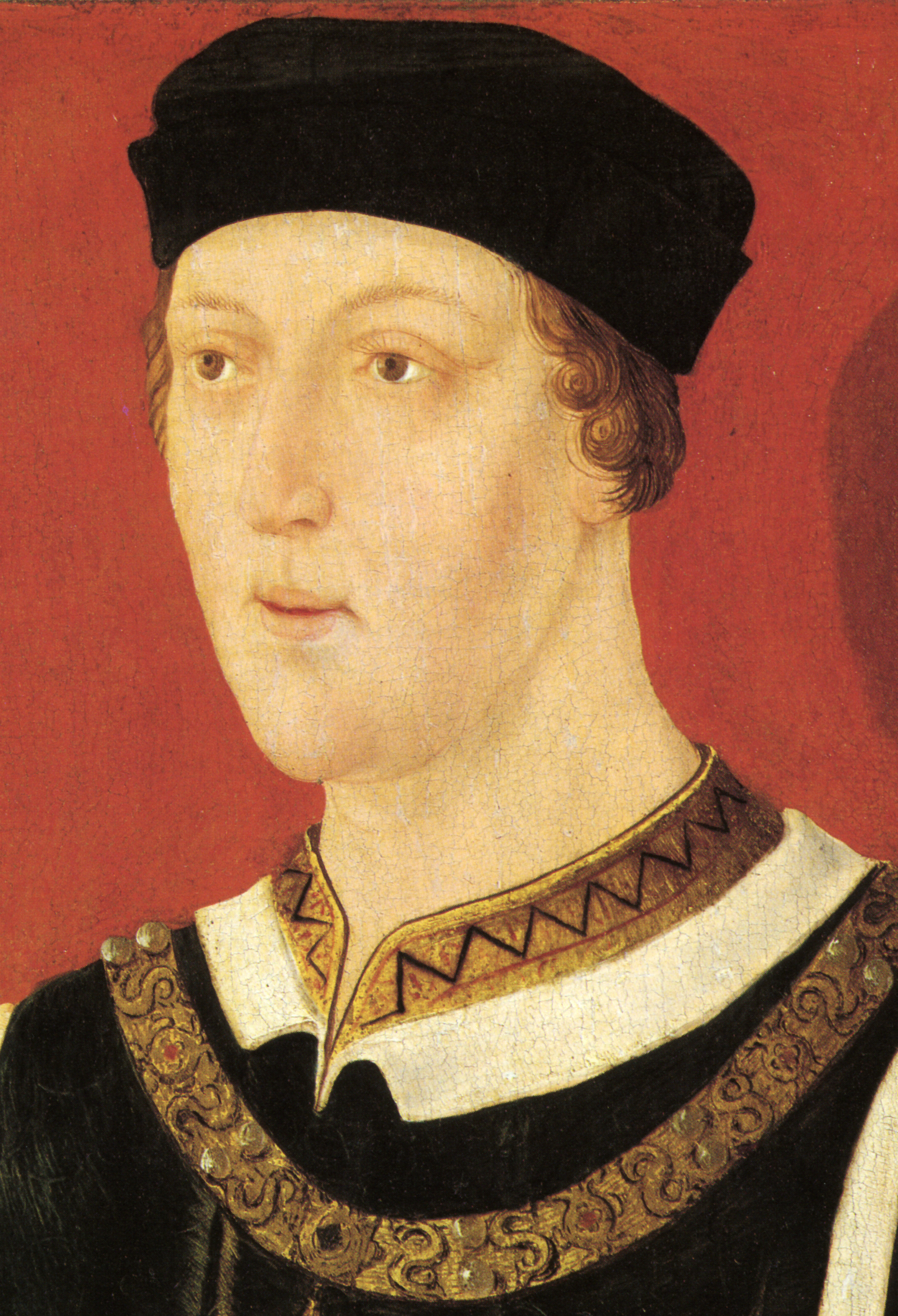
برش بخشی از پرتره هنری ششم انگلستان (1421-71)

انگلستان در سوگ «مستولی شدن ناشرافتمندانه مرگ» بر هنری پنجم، «آینه شاهان مسیحی» به سر می‌برد. این سوگواری سراسری و عزا هنگامی شدت می‌یابد که قاصدان خبرهای وحشتناکی از فرانسه می‌آورند، مبنی بر از دست رفتن تمامی اراضی و املاک به دست آمده در جنگ بزرگ، به تخت نشستن شارل ولیعهد فرانسه و همچنین اسیر شدن تالبوت، فرمانده ارتش انگلستان. این اخبار کاخ وستمینستر را به قصر اندوه و شکست بدل می‌سازد. در لندن، شاه خردسال، هنری ششم در محاصره عموهای خود به سر می‌برد. در حالی که خیابان‌های سراسر شهر به سبب شورش‌های عمال «آبی پوش» همفری گلاستر و «خرمایی پوشان» هنری بوفورت، اسقف وینچستر دچار هرج و مرج و ناآرامی است؛ عموهای شاه از سمت‌های نائب السلطنه‌ای خود سوءاستفاده فراوان می‌کنند و اوضاع مملکت روز به روز بیشتر به وخامت می‌گراید. در خاک فرانسه، فرماندهان ارتش انگلیس، از جمله سالزبری و تالبوت (که با یک اسیر فرانسوی مبادله و آزاد گشته‌اند)، بدون پشتیبانی از انگلستان، با فرانسویان به جنگ برمی‌خیزند. در هنگامه این جنگ ناگهان اتفاق نامنتظری می‌افتد: ژاندارک دختر چوپانی است که پدیدار می‌شود و ادعا می‌کند برای کمک و نجات فرانسه «ظهور» کرده‌است. کشته شدن لرد سالزبری و سر تامس گارگریو به دست ژاندارک واقعه بحرانی دیگری برای انگلستان ایجاد می‌کند...